# Emerich Gabzdyl
Emerich Gabzdyl (20. července 1908 Ostrava – 12. září 1993 Ostrava) byl český tanečník a choreograf.

## Životopis
Narodil se jako nejmladší z dětí v početné rodině mistra elektrikáře na jámě Louis (později důl Jeremenko) v hornických a hutnických Vítkovicích, které tehdy v roce 1908 byly ještě samostatným městem. V rodině existoval velmi vřelý vztah k hudbě, jeho starší bratr Jan si zvolil hudbu jako životní povolání a byl po léta korepetitorem ostravského divadla. Emericha od dětství lákalo divadlo, kterému nakonec zasvětil svůj život.
Jeho kariéra začala ve čtrnácti letech, kdy získal angažmá v baletním souboru Národního divadla moravskoslezského v Ostravě. Zde pak působil až do roku 1928. Jednu sezónu, 1928/1929, působil ve Slovenském národním divadle v Bratislavě. Jeho mentorem se stal italský choreograf Achille Viscusi, který jej později obsazoval do sólových rolí. Už v osmnácti letech vytvořil choreografii oper Romeo a Julie od Charlese Gounoda a Královna ze Sáby od Karla Goldmarka. V roce 1927 byl obsazen do hlavní role v Legendě o Josefovi od Richarda Strausse, kterou zpracoval choreograf Max Semmler. S jeho souborem podnikl turné po Německu, Rakousku a Švýcarsku (1929–1932).
V letech 1932–1938 působil jako baletní, operní a operetní choreograf brněnského divadla. Do Ostravy se vrátil v roce 1939 a působil zde až do roku 1970, s krátkými přestávkami, kdy působil jako pedagog choreografie na Hudební a taneční fakultě Akademie múzických umění v Praze (1953–1956) a klasického tance na Konzervatoři v Ostravě.
V období 1970–1974 byl uměleckým šéfem Baletu Národního divadla v Praze.
S divadlem v Ostravě pak spolupracoval až do své smrti v roce 1993.
O jeho houževnaté a energické povaze svědčí mj. fakt, že ještě jako šedesátiletý tančil starého Magdona v Maryčce Magdonově od Jaromíra Bažanta.

## Ocenění
- 1963 titul zasloužilý umělec